# 水素細菌
水素細菌（すいそさいきん、Hydrogen-oxidizing bacteria）とは、遊離の水素を酸化し、その反応によって生じるエネルギーを利用して、炭酸同化を行う化学合成細菌の総称である。水素を生成する微生物（水素生産菌）と区別して水素酸化細菌、あるいはドイツ語で酸水素ガスを意味するKnallgasにちなんでKnallgas bacteriaとも呼ばれる。土壌や海洋、温泉などの自然環境中に存在する。好塩性のものも多い。Alcaligenes属やPseudomonas属、Bacillus属、あるいは好熱性のHydrogenobacter属など、多様な分類群に属する細菌が含まれる。

## 利用法
十分な栄養分と水素、酸素、二酸化炭素があれば、多くの水素酸化細菌はタンク内でわずかな面積で非常に速く増殖させることができる。そのため、環境に配慮した持続可能な食品などの原料としての利用が期待される。
フィンランドのスタートアップ企業であるソーラーフーズ社は、再生可能エネルギーを使って水素を分解し、人工肉などの製品に使用する中性的な味のタンパク質を多く含む食材を栽培し、これを商業化しようとしている。また、独自の研究により、密閉空間で行われる水素酸化細菌の栽培は従来の作物と違い肥料分が環境中に流出したりしないのでより環境に優しく、必要な水も肥料も少なくて済み従来の農業では使えなかった砂漠のような過酷な環境でも培養ができるとわかった。

## 関連文献
- Bowien, Botho and HG, SCHLEGEL and others (1981). “Physiology and biochemistry of aerobic hydrogen-oxidizing bacteria”. Annu Rev Microbiol. doi:10.1146/annurev.mi.35.100181.002201. ISSN 0066-4227. PMID 6271040.
- 五十嵐泰夫「水素細菌の機能と利用」『日本農芸化学会誌』第61巻第10号、日本農芸化学会、1987年、1322-1325頁、doi:10.1271/nogeikagaku1924.61.1322、ISSN 00021407。